# Вільшанська територіальна громада (Житомирська область)
Вільшанська сільська територіальна громада — територіальна громада в Україні, в Житомирському районі Житомирської області. Адміністративний центр — село Вільшанка.
Площа громади — 163,23 км², населення — 5070 мешканців (2018).

## Населені пункти
До складу громади входять 12 сіл: Бейзимівка, Вільшанка, Волосівка, Галіївка, Дібрівка, Карпівці, Кілки, Мала Волиця, Подолянці, Троща, Шевченка та Ясопіль.

## Історія
Утворена 27 липня 2018 року шляхом об'єднання Бейзимівської, Вільшанської, Галіївської, Карповецької та Трощанської сільських рад Чуднівського району.
Перспективним планом формування територій громад Житомирської області, затвердженого розпорядженням Кабінету Міністрів України від 12 серпня 2015 р. № 901 створення Вільшанської сільської територіальної громади не передбачалося.
Відповідно до розпорядження Кабінету Міністрів України № 711-р від 12 червня 2020 року «Про визначення адміністративних центрів та затвердження територій територіальних громад Житомирської області», до складу громади були включені території
Кілківської та Маловолицької сільських рад Чуднівського району.
Відповідно до постанови Верховної Ради України від 17 червня 2020 року «Про утворення та ліквідацію районів», громада увійшла до складу новоствореного Житомирського району Житомирської області.